# کاترینا سامسون

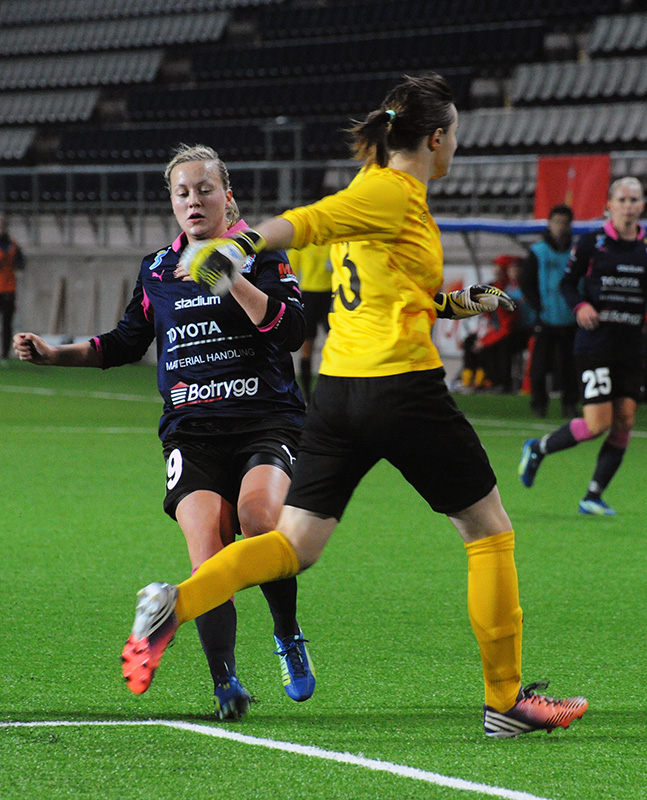
کاترینا سامسون (لباس زرد) - ۲۰۱۴

کاترینا سامسون (انگلیسی: Kateryna Samson؛ زادهٔ ۵ ژوئیهٔ ۱۹۸۸) بازیکن فوتبال اهل اوکراین است.
وی همچنین در تیم‌های ملی فوتبال Ukraine women's national under-19 football team و زنان اوکراین بازی کرده‌است.